# فرودگاه نیو بایت

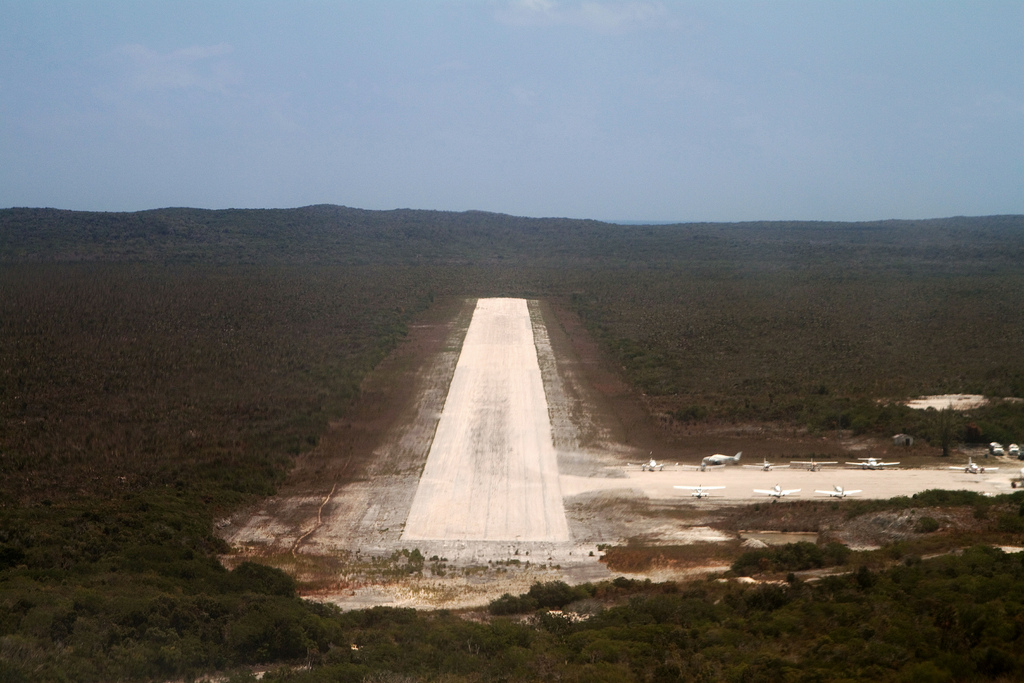
فرودگاه نیو بایت

فرودگاه نیو بایت (به انگلیسی: New Bight Airport) یک فرودگاه همگانی با کد یاتا TBI است که یک باند فرود آسفالت دارد و طول باند آن ۱۵۳۹ متر است. این فرودگاه در کشور باهاما قرار دارد .

## شرکت‌های هواپیمایی و مقصدهای پروازی
| شرکت‌های هواپیمایی | مقصدهای پروازی              |
| ----------------- | --------------------------- |
| اسکای باهاماس     | آرتورز تاون، لیندن پیندلینگ |